# Rogue
《Rogue》是迷宫探索式电子游戏，最早由迈克尔·托依和格伦·韦科曼在1980年左右开发。部分因为游戏内容的过程生成，游戏在1980年代中期大学Unix系统上很流行。《Rogue》使迷宫探索在电子游戏领域普及，其他开发者制作了诸多统称为“类rogue”（Roguelike）的派生作品。比如它直接给与了《Hack》灵感，此游戏之后又衍生出《NetHack》。类rogue还影响了其他类型的商业游戏，如《暗黑破坏神》。